# نویک
نویک روستایی است در دهستان شاخنات از توابع بخش مرکزی شهرستان بیرجند، واقع در استان خراسان جنوبی که بر پایه سرشماری عمومی نفوس و مسکن در سال ۱۳۹۵ جمعیت این روستا ۴۳ نفر (در ۲۰ خانوار) بوده است.